# 菲勒蒙
菲勒蒙（英語：Philemon (poet)），（前362年—前262年）。古希腊新喜剧诗人之一，为叙拉古人。
他在公元前307年成为雅典公民，其97部喜剧中已知剧名的有60余部，现存两百余个残篇。
公元前320年后，他在雅典酒神节上三次获头奖，公元前327年在城邦酒神节上第一次获胜。他比米南德获奖次数多，但死后名声也随之消失。

## 扩展阅读
- Ancient Library
- Text adapted from Harry Thurston Peck. . New York: Harper and Brothers. 1898.